# Светски куп у хокеју на леду
Светски куп у хокеју на леду је међународно такмичење у хокеју на леду у организацији Националне хокејашке лиге (НХЛ). Такмичење је основано као наследник Купа Канаде 1996. године . До сада су одржана два такмичења, а победе су оствариле репрезентације Сједињених Држава 1996. и Канаде 2004. године.
Оба такмичења су одржана ван регуларних хокејашких сезона, тако да су најбољи играчи свих тимова били у могућности да наступају на такмичењу.

## Историјат
Светски куп у хокеју на леду одржава се од 1996. године када је Куп Канаде у хокеју на леду и службено променио име и формат у светски куп. Турнири су одржавани у августу и септембру, пре почетка регуларног дела сезоне у најјачим светским лигама, а утакмице су се одигравале широм Европе и Северне Америке.
Прво издање освојила је селекција САД, а на турниру је учествовало укупно 8 репрезентација (САД, Канада, Русија, Чешка, Словачка, Финска, Немачка и Шведска). Осам година касније, на другом издању турнира славила је селекција Канаде.
Асоцијација играча НХЛ лиге и њени челници су се током 2008. договорили о даљем одржавању овог турнира. Тада је договорено да први следећи турнир буде одржан крајем лета 2011. године, а турнир је требало да се одржава сваке четири године. Међутим услед неких спорова организације лиге и играча, такмичење је пролонгирано за крај лета 2012. године.

## Резултати
| Година | Победник         | Финалиста | Полуфиналисти            | Најбољи стрелац | МВП турнира     |
| ------ | ---------------- | --------- | ------------------------ | --------------- | --------------- |
| 1996.  | Сједињене Државе | Канада    | Русија · Шведска         | Брет Хал        | Мајк Рихтер     |
| 2004.  | Канада           | Финска    | Чешка · Сједињене Државе | Фредрик Модин   | Венсан Лекаваје |